# 軟體模組
軟體模組（Software Module）是一套一致而互相有緊密關連的軟體組織。包含了程式和資料結構兩個部份。

## 簡介
軟體模組是現代軟體開發往往利用模塊作合成的單位。
模塊的介面表達了由該模塊提供的功能和調用它時所需的元素。
模塊是可能分開地被編寫的單位，能允許廣泛人員同時協作、編寫及研究不同的模塊。